# James Maddison
James Daniel Maddison (Coventry, Tierras Medias Occidentales, Región de las Tierras Medias Occidentales, Inglaterra, Reino Unido, 23 de noviembre de 1996) es un futbolista británico que juega de centrocampista en el Tottenham Hotspur F. C. de la Premier League.

## Trayectoria

### Coventry City
Nació y se crio en Coventry, sin embargo tiene ascendencia irlandesa por parte de un abuelo.
Inició su carrera en el fútbol cuando se unió a los siete años a las divisiones menores del Coventry City y años después apareció en banca en algunos partidos de la temporada 2013/14 sin embargo no llegó a debutar en la Football League One. En la siguiente temporada en cambio se produjo su debut el 13 de agosto de 2014, entrando en el segundo tiempo en la derrota por 2-1 ante el Cardiff City por la primera ronda de la Copa de la Liga de Inglaterra. En su quinto partido oficial disputado el 21 de octubre, anotó el primer gol de su carrera, de tiro libre en la derrota ante el Oldham Athletic por 4-1, fecha 14 de la League One 2014/15.
En noviembre de 2014, Maddison de 18 años firmó su primer contrato profesional por tres años y medio con el club tras ir progresando a través del equipo sub-18 y sub-21, sin embargo se perdió gran parte de la temporada 2014/15 tras ser expulsado en la derrota del Boxing Day ante Doncaster Rovers y gracias a una lesión. Al final de la campaña terminó disputando 18 partidos en total, con dos goles y dos asistencias a su favor.

### Norwich City y préstamos
Ya siendo un prospecto interesante del Coventry, Maddison fichó por el Norwich City de la Premier League el 1 de febrero de 2016 firmando un contrato de tres años y medio y fue prestado inmediatamente al Coventry City por lo que quedaba de la temporada 2015/16. En su segunda temporada en el Coventry firmó un total de tres goles y tres asistencias en 24 partidos. Culminado su préstamo regresó a Norwich, club con el cual disputó su primer partido el 23 de agosto de ese año, dando dos asistencias en la goleada por 6-1, precisamente ante el club que lo hizo crecer, el Coventry City, por la segunda ronda de la Copa de la Liga. Norwich se preparaba para disputar la Football League Championship tras descender la temporada pasada sin embargo el 31 de agosto de 2016, Maddison de 19 años fue prestado al Aberdeen de la Scottish Premiership para la primera mitad de la temporada 2016/17.
El 10 de septiembre de 2016, Maddison debuta en Escocia entrando como sustituto en el empate 1-1 ante Inverness Caledonian Thistle y en el siguiente partido convirtió en la victoria por 3-1 ante Dundee. Empezó en muy buena forma la campaña en Escocia, anotando en el siguiente encuentro y dando 3 asistencias en el siguiente. Dejó un saldo favorable de dos goles y siete asistencias en 17 encuentros con el Aberdeen y retornó a Norwich, con el cual jugó su primer partido de liga el 17 de abril de 2017, donde jugó los últimos 11 minutos y anotando su primer gol con Norwich en al victoria por 3-1 ante Preston North End. 
Con la llegada del nuevo entrenador, Daniel Farke, Maddison se volvió un jugador recurrente durante la temporada 2017/18 y tal fue su campaña que fue nombrado como mejor jugador de la temporada del Norwich City al final de la campaña. También recibió una nominación como mejor jugador joven de la temporada en la Championship, además de ser incluido en el equipo ideal. Aunque el Norwich no logró ascender, Maddison disputó 49 partidos, anotando 15 veces (incluido un hat trick ante el Hull City) y asistiendo en 11 ocasiones.

### Leicester City
El 20 de junio de 2018, Maddison se convirtió en nuevo jugador del Leicester City de la Premier League, firmando por cinco años por una suma desconocida, que se especuló giraba en torno a los 20 millones de libras esterlinas. Claude Puel, entrenador del Leicester se refirió a él al momento de su fichaje como "un maravilloso jugador y uno de los talentos jóvenes más emocionantes del fútbol inglés". El 10 de agosto de 2018, Maddison fue titular en la derrota del Leicester por 2-1 ante Manchester United, jugando 63 minutos en el que fue el primer partido de la temporada 2018/19 de la primera división inglesa y el debut de Maddison en la élite del fútbol inglés. En el siguiente partido marcó su primer gol con Leicester en la victoria por 2-0 ante Wolverhampton Wanderers.
Su primera temporada con Leicester dejó buenos números, anotando 7 goles y asistiendo 7 veces en 36 partidos de liga, siendo el único futbolista en crear 100 oportunidades de gol en la Premier League durante la temporada 2018/19; el primer inglés en lograr más de 100 en una sola campaña desde Leighton Baines en 2012-13.
En la temporada 2020-21, en septiembre ganó el premio a mejor gol del mes, después de marcar un gol de media distancia en la victoria 5-2 contra el Manchester City. Al final de esa temporada, James Maddison ganó el primer título de su carrera, después de ganar la FA Cup 1-0 contra el Chelsea.

## Selección nacional
Ha sido internacional con la categoría sub-21 de la selección de fútbol de Inglaterra con la cual ha disputado 9 encuentros anotando un gol, el cual se dio durante la Eurocopa Sub-21 de 2019. Su buen arranque de campaña en su primera temporada con el Leicester City le valió el llamado a la selección mayor en octubre de 2018 para los partidos de la Liga de las Naciones de la UEFA antes Croacia y España, sin embargo no llegó a debutar.
Tras varias convocatorias más con la absoluta sin llegar a jugar, el 14 de noviembre de 2019 debutó en la victoria de Inglaterra por 7 a 0 ante Montenegro en partido de clasificación para la Eurocopa 2020, tras sustituir a Alex Oxlade-Chamberlain en el minuto 56.

### Participaciones en Copas del Mundo
| Copa              | Sede  | Resultado        | Partidos | Goles |
| ----------------- | ----- | ---------------- | -------- | ----- |
| Copa Mundial 2022 | Catar | Cuartos de final | 0        | 0     |

### Participación en Eurocopas
| Torneo                  | Sede                | Resultado    | Partidos | Goles |
| ----------------------- | ------------------- | ------------ | -------- | ----- |
| Eurocopa Sub-21 de 2019 | Italia · San Marino | Primera fase | 3        | 1     |

## Estadísticas

### Clubes
Actualizado al último partido disputado el 1 de mayo de 2025.
| Coventry City F. C. Inglaterra | 3.ª           | 2014-15       | 12  | 2  | 6  | 0 | —  | — | 18  | 2  |
| Coventry City F. C. Inglaterra | 3.ª           | 2015-16       | 23  | 3  | 1  | 0 | —  | — | 24  | 3  |
| Coventry City F. C. Inglaterra | Total club    | Total club    | 35  | 5  | 7  | 0 | 0  | 0 | 42  | 5  |
| Aberdeen F. C. Escocia | 1.ª           | 2016-17       | 14  | 2  | 3  | 0 | 0  | 0 | 17  | 2  |
| Aberdeen F. C. Escocia | Total club    | Total club    | 14  | 2  | 3  | 0 | 0  | 0 | 17  | 2  |
| Norwich City F. C. Inglaterra | 2.ª           | 2016-17       | 3   | 1  | 1  | 0 | —  | — | 4   | 1  |
| Norwich City F. C. Inglaterra | 2.ª           | 2017-18       | 44  | 14 | 5  | 1 | —  | — | 49  | 15 |
| Norwich City F. C. Inglaterra | Total club    | Total club    | 47  | 15 | 6  | 1 | 0  | 0 | 53  | 16 |
| Leicester City F. C. Inglaterra | 1.ª           | 2018-19       | 36  | 7  | 2  | 0 | —  | — | 38  | 7  |
| Leicester City F. C. Inglaterra | 1.ª           | 2019-20       | 31  | 6  | 7  | 3 | —  | — | 38  | 9  |
| Leicester City F. C. Inglaterra | 1.ª           | 2020-21       | 31  | 8  | 5  | 1 | 6  | 2 | 42  | 11 |
| Leicester City F. C. Inglaterra | 1.ª           | 2021-22       | 35  | 12 | 5  | 2 | 13 | 4 | 53  | 18 |
| Leicester City F. C. Inglaterra | 1.ª           | 2022-23       | 30  | 10 | 2  | 0 | —  | — | 32  | 10 |
| Leicester City F. C. Inglaterra | Total club    | Total club    | 163 | 43 | 21 | 6 | 19 | 6 | 203 | 55 |
| Tottenham Hotspur F. C. Inglaterra | 1.ª           | 2023-24       | 28  | 4  | 2  | 0 | —  | — | 30  | 4  |
| Tottenham Hotspur F. C. Inglaterra | 1.ª           | 2024-25       | 31  | 9  | 3  | 0 | 11 | 3 | 45  | 12 |
| Tottenham Hotspur F. C. Inglaterra | Total club    | Total club    | 59  | 13 | 5  | 0 | 11 | 3 | 75  | 16 |
| Total carrera | Total carrera | Total carrera | 318 | 78 | 42 | 7 | 30 | 9 | 390 | 94 |
| (1)Incluye datos de la Copa de la Liga de Inglaterra, Football League Trophy, FA Cup, Community Shield y la Copa de la Liga de Escocia. (2)Incluye datos de la Liga Europa de la UEFA y Liga Europa Conferencia de la UEFA. |               |               |     |    |    |   |    |   |     |    |

## Palmarés

### Campeonatos nacionales
| Título           | Club                 | País       | Año  |
| ---------------- | -------------------- | ---------- | ---- |
| FA Cup           | Leicester City F. C. | Inglaterra | 2021 |
| Community Shield | Leicester City F. C. | Inglaterra | 2021 |

### Títulos internacionales
| Título                 | Club                    | Sede   | Año  |
| ---------------------- | ----------------------- | ------ | ---- |
| Liga Europa de la UEFA | Tottenham Hotspur F. C. | Bilbao | 2025 |

### Distinciones individuales
| Distinción                                                                              | Año     |
| --------------------------------------------------------------------------------------- | ------- |
| Mejor jugador joven del mes en segunda, tercera o cuarta división de Inglaterra (enero) | 2018    |
| Mejor jugador de la temporada del Norwich City                                          | 2017-18 |
| Premio PFA: Incluido en el equipo ideal de la temporada en la Championship              | 2017-18 |
| Nominado a mejor jugador joven de la temporada en la Championship                       | 2017-18 |
| Jugador del mes de agosto de la Premier League                                          | 2023    |